# Рамзес VI
Рамзес VI био је пети фараон 20. египатске династије.

## Живот
Владао је од 1142. п. н. е. - 1134. п. н. е., у периоду познатом као Ново краљевство. Његову владавину обележио је даљи распад некада моћног царства. Наследио је свога брата Рамзеса V којег је можда збацио с престола, и отео његову гробницу коју је проширио и уредио..

## Потомство
Позната је само једна његова жена. То је била краљица Нубкхесбед. Наследио га је син Рамзес VII.

## Смрт
Умро је 1137. п. н. е.. Сахрањен је у гробници која је данас позната као КВ9. Данас та гробница због својих живих боја и занимљивости привлачи бројне туристе. Убрзо након његовог покопа, пљачкаши су провалили у гробницу те је опљачкали. Његова је прилично унакажена мумија пронађена у гробници Аменхотепа II.